# Паремваси
„Паремваси“ (на гръцки: «Παρέμβαση», в превод Намеса) е гръцки вестник, издаван в град Лерин (Флорина), Гърция от 1989 до 1995 година.

## История
Вестникът започва да излиза на 27 януари 1989 година. Излиза на 15 дни и стои на леви позиции. Негови издатели са Георгиос Мулис и Павлос Тосунидис. Вестикът спира през май 1995 година.